# Red Dead Redemption
Red Dead Redemption är ett icke-linjärt actionäventyrsspel med western-tema utvecklat av Rockstar San Diego och utgivet av Rockstar Games till spelkonsolerna Playstation 3 och Xbox 360 i maj 2010. Spelet är en andlig uppföljare till Red Dead Revolver från 2004. Handlingen utspelar sig år 1911 i slutskedet av vilda västern-eran och spelaren antar rollen som John Marston, en före detta fredlös man vars fru och son har tagits som gisslan av den amerikanska regeringen. För att frigöra sin familj måste Marston ge sig ut för att leta reda på tre medlemmar av hans tidigare banditgäng och ställa dem inför rätta. Versioner till Nintendo Switch och Playstation 4 släpptes 17 augusti 2023. 29 oktober 2024 släpptes spelet till Microsoft Windows.
Red Dead Redemption spelas från ett tredjepersonsperspektiv i en öppen spelvärld, vilket gör att spelaren kan interagera med den efter eget behag. Spelaren kan navigera runt världen, en fiktiv version av västra USA och Mexiko, i första hand via häst och till fots. Spelets eldstrider betonas av en spelmekanik kallad "Dead Eye" som tillåter spelare att markera flera skyttemål på fiender i slow motion. Spelet använder sig av ett moralsystem genom vilken spelarens handlingar i spelet påverkar hur andra datorspelsfigurer kommer att besvara spelaren. Ett flerspelarläge på internet medföljer spelet, vilket gör att upp till 16 spelare kan delta i både kooperativa och tävlingsinriktade matcher.
Spelet hyllades av flera recensenter innan det lanserades; de berömde spelets grafik, dynamiskt genererande musik, röstskådespeleri, spelupplägg och berättelse. Sen augusti 2015 har spelet skeppat över 14 miljoner exemplar. Det vann flera årets spel-utmärkelser från flera spelpublikationer. Efter spelets lansering släpptes flera nedladdningsbara tillägg till spelet, däribland Undead Nightmare, som även finns tillgängligt som ett fristående spel, och som innehåller ett nytt enspelarläge där Marston söker efter ett botemedel mot en smittsam zombiepest. En uppföljare vid namn Red Dead Redemption 2 släpptes den 26 oktober 2018.

## Spelupplägg
Red Dead Redemption är ett action-äventyrsspel som spelas i ett tredjepersonsperspektiv i en öppen spelvärld. Spelaren styr John Marston, som kan interagera med miljön och slåss mot fiender med olika vapen. Det viktigaste transportmedlet i spelet är olika raser av hästar, som var och en har olika egenskaper. Dessa hästar måste tämjas för att kunna användas. Marston kan använda tåg för att snabbt kunna ta sig mellan platser, men han kan också stoppa tåget genom att hota eller döda tågfolket. Den största delen av spelvärlden utgörs av obebyggd mark, med vidsträckta landskap där spelaren kan stöta på enstaka vandrare, banditer och vilda djur. Det finns även bebyggelser från enstaka gårdar till trånga städer. Utöver den amerikanska västern kan spelaren också passera en fiktiv mexikansk stat som gränsar till USA.
Utöver att följa huvudberättelsen kan spelarfiguren bevittna och delta i slumpmässiga händelser som spelaren möter när denne utforskar olika delar av spelvärlden. Dessa inkluderar offentliga hängningar, fiendebakhåll, möten med främlingar och farliga djuranfall. Ett exempel på en sådan slumpmässig händelse är när en grupp människor rider in till en stad och skjuter sina vapen i luften. Spelarfiguren kan också delta i valfria uppdrag, varav de flesta ger spelaren pengar. Dessa sidoaktiviteter inkluderar dueller, där spelarfiguren måste dra fram sitt vapen snabbare än sina motståndare; prisjakt, där Marston kan jaga skottpengar genom att gripa/döda fredlösa som är efterlysta via "efterlyst"-affischer; örtinsamling, där man samlar exotiska växter från hela spelvärlden för stadens sjukvårdare; hasardspel, där man kan spela spel som poker och Five Finger Fillet; och jakt, där spelaren kan döda vilda djur och stycka dem.
Red Dead Redemption använder ett moralsystem där spelare har möjlighet att få en positiv eller negativ hederstatus. Heder kan vinnas genom att göra moraliskt positiva val, som att gripa fredlösa levande eller rädda en kvinna från kidnappning. Spelarfigurens hedersstatus sänks om han begår brott eller gör negativa val. Detta fungerar tillsammans med ett annat system, berömmelse, som påverkar hur människor reagerar baserat på Marstons hederstatus. Om Marston har lite heder känner icke spelbara figurer sig osäkra i hans närvaro. Om han har ett högt hederstatus kommer andra datorspelsfigurer ofta hälsa på honom och känna sig trygga i hans närvaro. Han får rabatt i vissa butiker, mer lön när han utför jobb och andra bonusar. En mycket låg hederstatus kan resultera i att stadens fastigheter stänger sina dörrar när Marston anländer; alternativt kommer spelarfiguren att få en stor mängd respekt och stora rabatter från banditer på kriminella gömställen, såsom Thieves' Landing. För att motverka att få negativ hederstatus kan spelarfiguren dölja sig genom att bära en bandana när spelaren utför kriminella handlingar.

### Stridsmekanik

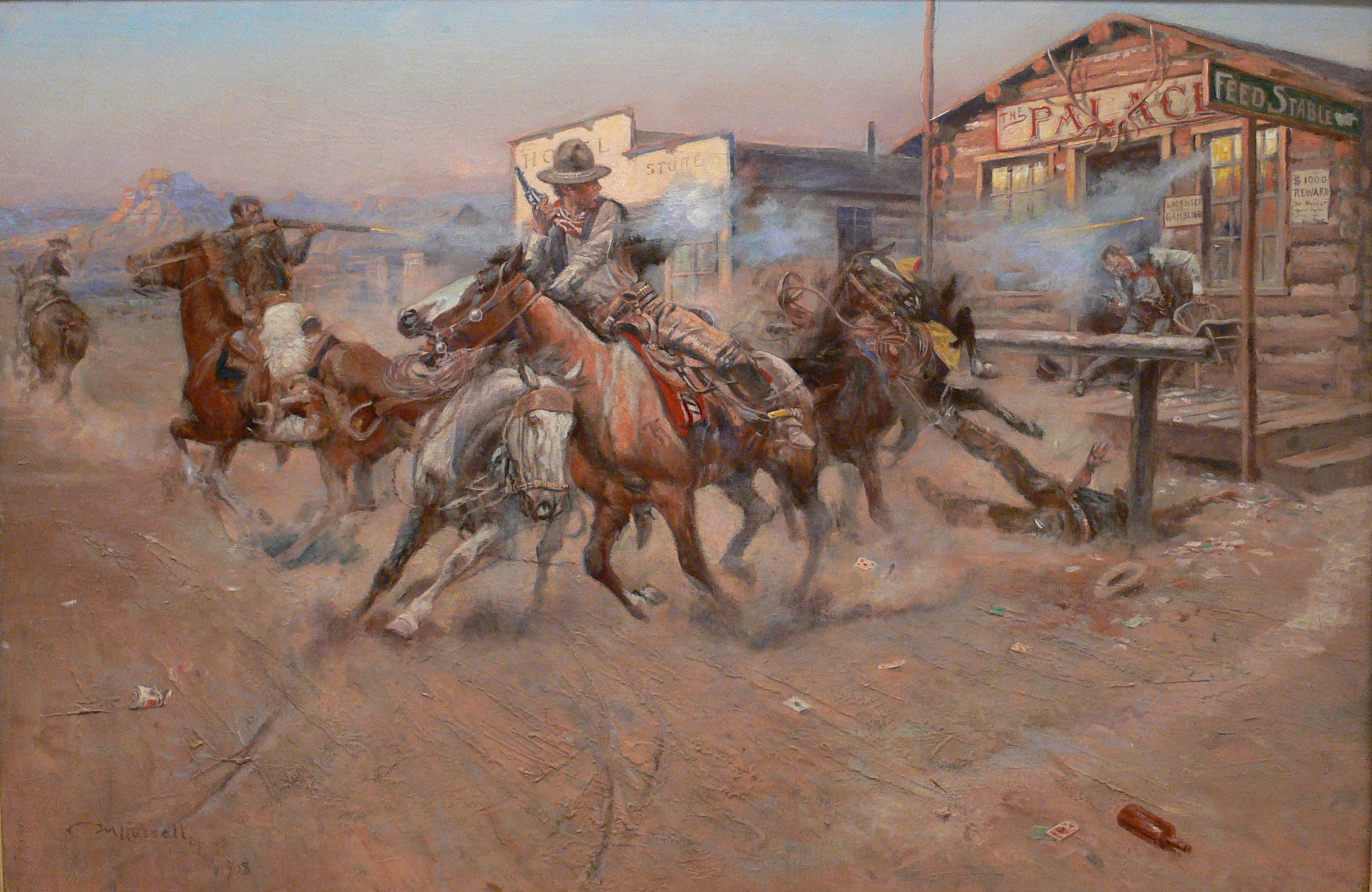
Charles Marion Russells avbildning av en eldstrid; en vanlig företeelse i vilda västern. Eldstrider spelar en stor roll i Red Dead Redemption.

Eldstrider spelar en stor roll i Red Dead Redemption. Spelaren kan ta skydd, sikta mot en viss person eller ett djur, sikta fritt eller skjuta utan att sikta. Man kan även sikta mot enskilda kroppsdelar, för att ta ner fiender lindrigt. När spelaren skjuter en fiende skapar spelmotorn ragdoll liknande AI-reaktioner och rörelser beroende på var fienden träffas nånstans. Spelarfiguren kan välja mellan vapen som revolvrar, pistoler, gevär, hagelgevär, prickskyttegevär, knivar, sprängämnen, lasson, monterade gatlingkulsprutor och kanoner. Under eldstrider kan spelaren utnyttja en spelmekanik kallad Dead Eye. Dead Eye är ett målsöknings-system i vilket spelaren på ett bullet time-liknande vis saktar ned tiden och markerar ett eller flera mål; när sekvensen slutar skjuter Marston automatiskt mot alla markerade platser i snabb följd.
Red Dead Redemption har en modifierad variant av efterlyst-systemet (wanted) i spelserien Grand Theft Auto. Om spelaren begår ett brott nära vittnen, springer vissa av dem till den närmaste polisstationen. Spelaren kan muta eller döda dem innan de når stationen. Om ett brott begås i närheten av en polis dyker efterlyst-mätaren upp samtidigt som ett pris sätts på Marstons huvud; priset ökar med varje brott som begås. Om priset blir tillräckligt högt kommer han att jagas av antingen de amerikanska sherifferna eller av den mexikanska armén beroende på vilka platser man besöker. För att undvika brottsbekämpning måste John Marston fly en cirkulär zon (som symboliserar Marstons jagares sikt mot honom) tills efterlyst-mätaren försvinner. Alternativt kan spelaren döda alla poliser i staden för att få efterlyst-mätaren att försvinna. Trots att man undviker polisens jakt kommer ett pris att placeras på John som kommer att orsaka att prisjägare kommer efter honom i vildmarken. Det är omöjligt att överlämna sig till dessa prisjägare genom att stå stilla obeväpnad, eftersom de kommer att döda honom oavsett. Endast poliser i städerna och ett uppbåd kommer att acceptera detta. Polisen kommer att fortsätta att jaga Marston om han inte betalar sin belöning på en telegrafstation eller presenterar ett benådningsbrev. När Marston är arresterad betalar han sitt pris och blir sedan frisläppt. Om spelaren inte har tillräckligt med pengar för att betala tillbaka sitt pris kommer polisen att tilldela prisjaktsaktiviteter.

### Flerspelarläge
Red Dead Redemption innehåller ett flerspelarläge med upp till 16 spelare per match. Varje flerspelarmatch, både free-for-all och lagbaserade, inleds med ett mexikanskt dödläge, en konfrontation mellan två eller flera parter där ingendera parten kan gå vidare eller dra sig tillbaka utan att utsättas för fara. De överlevande från dödläget kommer att kunna röra sig till någon del av slagfältet för att förbereda sig för respawnade (återuppväckta) fiender. Lådor i miljön innehåller extra vapen, ammunition och andra powerups. Spelare kan levla upp och delta i vapenutmaningar som tjänar dem belöningar såsom nya spelfigursmodeller, guldfärgade vapen, nya titlar och nya hästraser. Ytterligare flerspelarlägen lades till via nedladdningsbara innehåll. Stronghold är ett "attack eller försvar"-scenario, där lag byter roller mellan varandra när de avslutar rundor. Det ingår i Liars and Cheats Pack. I Undead Nightmare Pack ingår två nya spellägen, Undead overrun mode och Land Grab, samt åtta nya zombiefigurer.
Shootout-läget är en free-for-all-variant där spelare eller lag måste döda flest motståndare. Det finns även flera Capture the Flag-varianter. I Hold Your Own måste varje lag försvara sin påse med guld från fiendelaget samtidigt som man försöker fånga den andras påse. I Grab The Bag måste båda lagen slåss mot en påse som placerats i en del av kartan. Gold Rush är en free-for-all variant där man försöker fånga och försvara så många påsar som möjligt. Flerspelarläget har även ett open-world läge där alla spelare i en server kan bilda eller gå med i en grupp av andra spelare, känd som ett posse (uppbåd) av upp till åtta spelare och delta i aktiviteter såsom att jaga djur eller anfalla datorstyrda gänggömställen eller andra spelares uppbåd.

## Synopsis

### Miljö
Red Dead Redemption äger rum i två fiktiva amerikanska countyn och i en fiktiv mexikansk stat: New Austin, West Elizabeth och Nuevo Paraiso. New Austin och West Elizabeth ligger intill varandra och delar en sydlig gräns med Mexiko. Nuevo Paraiso ligger åtskild från USA via San Luis-floden. Spelet utspelar sig främst under år 1911, då den amerikanska vilda västerntiden är på väg mot sitt slut. Den vilda tidens landskap håller på att blekna bort och modern teknik som bilar, kulsprutor och oljeborrningsprojekt börjar att dyka upp.

### Handling
Handlingen i spelet börjar år 1911. John Marston, en före detta fredlös, blir bortförd från sin familj av Bureau of Investigation (BOI). De konstaterar att Marston kommer att beviljas amnesti om han tillrättavisar de återstående medlemmarna av hans gamla gäng. Marston godtar deras förslag och ger sig iväg för att spåra upp Bill Williamson, som nu driver ett eget gäng. Marston konfronterar Williamson vid hans fästning, Fort Mercer, bara för att bli skjuten och lämnas kvar för att dö. Ranchägaren Bonnie MacFarlane hittar honom allvarligt sårad och tar honom till sin ranch för att läka hans sår. Flera dagar senare börjar Marston återbetala familjen MacFarlane för deras hjälp genom att hjälpa till i olika ranchsammanhang. Under denna tid arbetar han med ett flertal personer runtom i trakten; bland andra sheriffen Leigh Johnson och hans ställföreträdare Jonah och Eli; Nigel West Dickens, en svindlare som säljer patentskyddade läkemedel; Seth Briars, en skattjägare och gravplundrare som föredrar sällskap med de döda framför med de levande; och en opålitlig alkoholist och vapenhandlare vid namn Irish. Marston utför olika uppgifter och tjänster i utbyte mot deras hjälp med att organisera en attack mot Fort Mercer. Marston och hans grupp bryter in i fästningen och besegrar Williamsons gäng, bara för att upptäcka att Williamson redan hade flytt till Mexiko för att söka hjälp från Javier Escuella, en annan medlem av Marstons tidigare gäng.
I Mexiko går Marston med den mexikanska armén under befäl av överste Agustín Allende och hans högra hand kapten Vincente de Santa för att hjälpa till med att stoppa ett uppror i utbyte mot att Allende ger honom Escuella och Williamson. Men Allende förråder Marston, som sedan tvingas byta sida med rebellerna. Med hjälp av den äldre revolvermannen Landon Ricketts, rebelledaren Abraham Reyes och dennes älskare Luisa vänder Marston så småningom tidvattnet till förmån för rebellerna, dödar de Santa och inleder ett angrepp mot fästningen El Presidio. Där hittar han Escuella, som försöker att förhandla om sitt liv genom att avslöja att Williamson har varit under Allendes beskydd. Escuella lyckas fly, med Marston jagar ifatt honom och får välja att antingen döda eller tillfångata Escuella och överlämna honom till BOI. Specialagenterna Edgar Ross och Archer Fordham möter senare Marston på den amerikansk-mexikanska gränsen, och säger att Marston inte får återvända till sin familj, och konstaterar att efter Marston lyckas hitta och döda Williamson måste han träffa dem igen i Blackwater och hjälpa till att jaga efter Dutch van der Linde, ledaren för Marstons tidigare gäng. Marston och Reyes tar kampen till Allende, där Luisa dödas under anfallet. Allendes palats stormas av rebellerna och både Allende och Williamson flyr, men båda blir uppjagade och blir senare avrättade. Reyes tar sedan hand om den lokala regeringen och planerar att gå vidare mot Mexikos huvudstad, medan Marston återvänder till USA.
I Blackwater får Marston reda av BOI att Dutch har bildat ett eget gäng bestående av medlemmar från det lokala indianreservatet. Tillsammans med Ross, Fordham och en grupp amerikanska soldater gör Marston ett anfall mot Dutchs gömställe. Under anfallet jagar han efter Dutch mot en hög klippkant. Dutch väljer att begå självmord genom att hoppa ner från klippan, men inte förrän han varnar Marston att BOI kommer "bara hitta ett nytt monster" för att rättfärdiga sin lön. Marston befrias sedan från sin affär med Ross och går tillbaka till sin ranch där hans fru Abigail och hans son Jack väntar på honom. Marston ägnar efteråt sin tid med att ta hand om sin ranch, och har svurit att hålla sig själv och sin familj borta från brottslivet för alltid. Några dagar senare blir han plötsligt tvungen att avvärja ett överraskande anfall från en kombinerad styrka av soldater, poliser och specialagenter under ledning av Ross. Marston slår tillbaka flera vågor av angripare och sätter sin familj i säkerhet, men han stannar kvar för att hålla tillbaka resten. Trots en tapper sista strid avlider han efter att ha blivit skjuten flera gånger av Ross och hans män. Han blir senare begravd av hans sörjande familj på en kulle med utsikt över ranchen.
Spelet går sedan tre år framåt i tiden. År 1914 står Marstons son Jack vid sina båda föräldrars gravar. Han lämnar sitt hem för att söka upp Ross, som gick i pension året innan, och hittar honom senare på en flodstrand i Mexiko. De två duellerar och Jack står som segrare.

## Utveckling
Förarbetet på Red Dead Redemption inleddes år 2005, och utvecklingen påbörjades under 2006 efter bildandet av utvecklingens kärngrupp. Rockstar San Diego adjungerade ett antal andra spelstudior som ägs av moderbolaget Rockstar Games för att underlätta utvecklingen mellan ett fullt team på över 800 anställda. Rockstar förbättrade sin egen spelmotor Rockstar Advanced Game Engine (RAGE) för att utöka dess kapacitet för animation och draw distance. Spelet använder mjukvarorna Euphoria och Bullet för vidare animering och miljörenderingsuppgifter. Utvecklarna kände sig inspirerade att skapa spelet efter att ha insett den potentiella kraften i både Playstation 3 och Xbox 360, efter att ha uttömt användningen av äldre hårdvaror från tidigare projekt. Medieanalytiker uppskattade att budgeten för spelets utveckling var mellan 80 och 100 miljoner amerikanska dollar, vilket gör Red Dead Redemption till ett av de dyraste datorspelen som någonsin gjorts.
Vid utformningen av spelets platser försökte teamet att representera vilda västerns ikoniska särdrag. Teamet organiserade studiebesök till Washington, D.C., besökte USA:s kongressbibliotek, tog en mängd fotografier och analyserade olika klassiska Western-filmer. Teamet ansåg att skapa den öppna spelvärlden som en av de mest tekniskt krävande aspekterna av spelets utveckling, när det gäller att fylla världen med tillräckligt med innehåll för att hålla spelarna intresserade. Teamet valde 1911 som tidsperiod eftersom de tyckte att det var spännande att utforska förvandlingen från "den vilda västern" till den moderna världen. Spelet var tänkt att förbättra spelet Red Dead Revolvers (2004) kärnmekaniker, till vilken Redemption är en andlig uppföljare, genom att skala upp det till samma standard som övriga Rockstar-spel. Det grundläggande målet för spelet var att bibehålla skjutmekaniken och expandera på andra spelfunktioner, och på så sätt försöka uppnå realism med alla funktioner i spelet. För att säkerställa att häströrelserna var så realistiska som möjligt satte teamet på en motion capture-dräkt till en stunthäst för att registrera alla dess rörelser.
Efter en lång provspelningsprocess valdes Rob Wiethoff ut för att spela huvudrollen som John Marston. Skådespelarnas framträdanden inspelades för det mesta med motion capture-teknik, med ytterligare dialoger och ljudeffekter som spelades in i en studio.
Spelet uppdagades först under en teknisk demonstration som visades upp under 2005. Red Dead Redemption tillkännagavs formellt av Rockstar Games den 3 februari 2009. De släppte dess debuttrailer den 1 december 2009 som introducerade spelets huvudperson. Spelet missade sitt ursprungliga släppdatum i april 2010, och flyttades fram till 18-21 maj 2010 för att göra ytterligare polering.

### Nedladdningsbart innehåll
Efter Red Dead Redemptions lansering har flera nedladdningsbara innehåll gjorts tillgängligt för försäljning. Outlaws to the End släpptes den 22 juni 2010 och lade till sex nya samarbetssidouppdrag i spelets flerspelarläge. Legends and Killers Pack släpptes den 10 augusti 2010 och lade till åtta flerspelarfigurer från Red Dead Revolver, nio kartplatser och ett Tomahawk-vapen. Liars and Cheats Pack släpptes den 21 september 2010 och lade till tävlingsinriktade flerspelarlägen och minispel, ytterligare spelfigurer från enspelarläget och ett Explosive Rifle-vapen. Hunting and Trading Pack släpptes den 12 oktober 2010 och lade till en jackalope till spelets värld och ytterligare klädesplagg. Undead Nightmare släpptes den 26 oktober 2010 och tillsatte en ny enspelarkampanj med spökstäder och kyrkogårdar fulla av zombier; i dess handling fortsätter man att spela som Marston när han söker efter ett botemedel till zombie-utbrottet. Myths and Mavericks Pack släpptes gratis den 13 september 2011 och lade till ytterligare figurer från enspelarkampanjen.
En Game of the Year-utgåva med samtliga nedladdningsbara innehåll lanserades till både Playstation 3 och Xbox 360 den 11 oktober 2011 i Nordamerika och den 14 oktober 2011 i resten av världen.

## Marknadsföring och lansering
En tidig trailer för Red Dead Redemption sändes till ett begränsat antal personer vid en Sonykonferens under 2005, i ett syfte att främja lanseringen av Playstation 3. Trailern var en teknisk demonstration av Rockstar Advanced Game Engine (RAGE). Det kallades för "Old West Project" och som en uppföljare till Red Dead Revolver. Trailern cirkulerades så småningom runt Internet.
Den 3 februari 2009 gjorde Rockstar Games sitt officiella tillkännagivande av Red Dead Redemption. I april 2009-numret av Game Informer bekräftades att spelet skulle släppas till Playstation 3, Xbox 360 och Microsoft Windows. Rockstar bekräftade senare att denna notering var ett misstag, och att spelet inte skulle släppas till Windows. Den 25 november 2009 bekräftade Rockstar att Red Dead Redemption skulle släppas i april 2010. Den 4 mars 2010 flyttade Rockstar dess lanseringsdatum tillbaka till maj 2010, med hänvisning till den "optimala tidsramen" för spellansering.
Spelet genomgick en omfattande marknadsföring genom videotrailrar och pressvisningar. Den 1 december 2009 släpptes en debuttrailer med titeln "My Name is John Marston". Det avbildade flera scener från spelet och presenterade huvudpersonen John Marston. Den 15 december 2009 släpptes den första i en serie av speluppläggsfilmer med titeln "Introduction". Det var den första filmen som visade Red Dead Redemptions spelupplägg. Den andra i serien, med titeln "Weapons & Death", släpptes den 28 januari 2010 med särskilt fokus på spelets vapen.
Den 11 februari 2010 släpptes en ny trailer med titeln "The Law" som presenterade datorspelsfigurer som tillhör lagen, såsom sheriff Leigh Johnson och Edgar Ross. Detta följdes av en ny video den 24 februari 2010 med titeln "The Women: Sinners, Saints & Survivors", som fokuserade på spelets kvinnliga datorspelsfigurer. En trailer som presenterade spelets exklusiva förhandsbokningsmaterial släpptes den 16 mars 2010. Den tredje i serien av speluppläggsfilmer, med titeln "Life in the West", släpptes den 19 mars 2010 och som fokuserar på de aktiviteter som spelare kan göra i spelet.
Spelets omslagsbild avslöjades den 22 mars 2010, följt av en video med titeln "Gentlemen & Vagabonds" den 24 mars med fokus på några av spelets manliga datorspelsfigurer. Spelet uppvisades på Penny Arcade Expo (PAX) i mars 2010. En exklusiv speluppläggs-demonstration var tillgänglig på Red Dead Redemptions monter. Den fjärde speluppläggsfilmen med titeln "Life in the West Part II" släpptes den 2 april 2010 och visade fler aktiviteter som finns tillgängligt i spelet. Detta följdes av "Multiplayer Free Roam" den 8 april 2010 och "Multiplayer  Competitive Modes" den 22 april 2010 som båda visade exklusiva bilder från spelets flerspelarläge. Från den 27 april 2010 sändes en reklamtrailer för spelet i amerikansk TV. En ytterligare film med titeln "Revolution" släpptes den 7 maj 2010 och fokuserade på spelets mexikanska datorspelsfigurer. Under ett avsnitt av Gametrailers TV with Geoff Keighley den 7 maj 2010 var fokuset på Red Dead Redemption. Den sista trailern släpptes den 13 maj 2010, fem dagar innan den amerikanska lanseringen.
Man använde virala marknadsföringsstrategier för att marknadsföra spelet. Red Dead Redemptions officiella webbplats omarbetades sex gånger mellan mars och maj 2010. För att uppmuntra förhandsbokningarna av spelet samarbetade Rockstar Games med flera butiker för att ge bonusföremål för de som förhandsbokat spelet. Dessa inkluderade exklusiva dräkter, vapen och hästar, samt spelets officiella soundtrack.
Man gjorde även väggmålningar i vissa städer som visade spelets datorspelsfigurer. NASCAR-föraren Joey Logano marknadsförde spelet med sin bil under april och juni 2010. En machinima-kortfilm med titeln Red Dead Redemption: The Man from Blackwater sändes av TV-bolaget Fox den 29 maj 2010. Det regisserades av John Hillcoat och återberättar flera av spelets tidiga uppdrag där Marston försöker att hitta och döda Bill Williamson. Rockstar utvecklade också en Facebook-applikation baserad på spelet, med titeln Red Dead Redemption: Gunslingers. Spelet släpptes den 12 april 2010 och var ett socialt rollspel som tillät spelare att duellera med sina Facebook-vänner; det är inte längre tillgängligt på grund av Facebook-plattformens uppdateringar.

### Interna klagomål
I januari 2010 publicerade Gamasutra ett blogginlägg skrivet av en person med namnet "Rockstar Spouse". Inlägget redogjorde de oetiska arbetsmetoderna som gjordes vid Rockstar San Diego under spelets utveckling, inklusive tolv arbetstimmar under sex arbetsdagar per vecka och låga löneökningar. Andra tidigare anställda från Rockstar San Diego beskrev projektet som "en organisk katastrof av de mest episka proportionerna", att spelet varit under utveckling i mer än fyra år och att spelutvecklarna från Rockstar Toronto, Vancouver, Leeds, New England och Midnight Club-teamet på San Diego hade flyttats över för att arbeta på spelet. Rockstar besvarade detta under ett uttalande och hävdade att "det här är ett fall av personer som tar anonyma inlägg på internetforum som fakta".
I april 2010 publicerades på nätet ett e-postmeddelande av Rockstars PR-avdelning till en journalist på tidningen Zoo. E-postmeddelandet rapporterade att Rockstar begärde att Zoos recension på spelet borde återspegla Red Dead Redemptions "stora prestation". Zoo avskedade senare journalisten och upprepade att "vid inget tillfälle har Rockstar någonsin eftersträvat en förmånlig recension i utbyte mot reklam".

## Mottagande
| Mottagande                         | Mottagande                                                   |
| Samlingsbetyg                      | Samlingsbetyg                                                |
| Tjänst                             | Betyg                                                        |
| ---------------------------------- | ------------------------------------------------------------ |
| Gamerankings                       | 94.66% (50 recensioner) (PS3) 94.12% (73 recensioner) (X360) |
| Metacritic                         | 95/100 (96 recensioner) (X360) 95/100 (73 recensioner) (PS3) |
| Recensionsbetyg                    |                                                              |
| Publikation                        | Betyg                                                        |
| 1UP.com                            | A                                                            |
| Actiontrip                         | [ 88 ]                                                       |
| Edge                               | [ 89 ] [ 90 ]                                                |
| Eurogamer                          | [ 91 ]                                                       |
| G4                                 | [ 92 ]                                                       |
| Game Informer                      | [ 93 ]                                                       |
| Gamepro                            | [ 94 ]                                                       |
| Game Revolution                    | A                                                            |
| Gamespot                           | [ 96 ]                                                       |
| Gamespy                            | [ 97 ]                                                       |
| Gametrailers                       | [ 98 ]                                                       |
| IGN                                | [ 99 ]                                                       |
| Official PlayStation Magazine (UK) | [ 100 ]                                                      |
| Official Xbox Magazine (UK)        | [ 101 ]                                                      |
| Play Magazine                      | 92/100                                                       |
| Videogamer.com                     | [ 103 ]                                                      |
| Gamereactor                        | [ 104 ]                                                      |

Red Dead Redemption fick starkt positiv mottagning från recensenter, med 25 recensenter som gav spelet högsta möjliga betyg. Recensions-sammanställningssidan Metacritic gav spelet genomsnittsbetyget 95 av 100, baserat på 73 recensioner på Playstation 3-versionen och 96 recensioner på Xbox 360-versionen. En annan sammanställningssida, Gamerankings tilldelade det totala genomsnittliga betygen på 95%, baserat på 50 recensioner på Playstation 3-versionen, och 94%, baserat på 73 recensioner på Xbox 360-versionen.  Spelet har även varit en kommersiell framgång. I augusti 2011 hade spelet skeppat över 11 miljoner exemplar, varav 2 miljoner var Undead Nightmare-exemplar. I september 2011 hade Red Dead Redemption sålt över 12,5 miljoner exemplar. Från och med augusti 2015 har Red Dead Redemption skeppat över 14 miljoner exemplar. Flera recensenter har kallat Red Dead Redemption ett av de bästa spelen från den sjunde konsolgenerationen, och ett av de bästa datorspelen som någonsin skapats.
Spelet fick höga betyg för dess landskap, miljöer och grafik. Erik Brudvig från IGN hyllade de detaljerade miljöerna, och noterade att spelaren kan skrämma bort en flock fåglar från buskarna när man rider förbi. Han noterade också att spelets dynamiska händelser, väder och omgivande ljud skapar en rik upplevelse för spelarna. Han sammanfattade med att säga att "du kan också förvänta dig ett fantastiskt spel som erbjuder western-upplevelsen som vi alla har väntat på." Game Informer kallade landskapet för "hisnande" och de filmiska mellansekvenserna som "betydligt bättre" än i Grand Theft Auto IV, och namngav det som det "snyggaste Rockstar-spelet hittills".
Spelets musik, ljud och röstskådespelare fick också mycket beröm. Game Informer sade att "från perfekta skottljud till det skrämmande mullret av åskväder ger den anmärkningsvärda uppmärksamhet på ljuddetalj liv till världen". Den del av spelet när Marston red in i Mexiko för första gången hyllades av både recensenter och spelare. Flera speljournalister tyckte att scenen var "perfekt" och "vacker" då låten "Far Away" av José González spelades i bakgrunden.
Recensenterna talade om den framgångsrika användningen av spelmotorn, och gjorde jämförelser mellan kontrollschemat och fysiken till Grand Theft Auto-serien. Game Informer sade att Rockstar "[införlivade] Grand Theft Autos spelupplägg till ett vilda västern-spel". God Games recensent Stephanie "Hex" Bendixsen sade att "[Rockstar] har verkligen tittat på vad folk gillade och inte gillade i deras speldesign från [Grand Theft Auto IV], och inkluderade det här". Simon Parkin från Eurogamer tyckte att Red Dead Redemption framgångsrikt "byter om” Grand Theft Autos ram i ett "spännande, distinkt och mästerligt realiserat scenario".
Recensenterna var oeniga angående Red Dead Redemptions flerspelarläge. Will Sill från Gamepro berömde de olika flerspelarlägen, men konstaterade att det lägger ett större ansvar på spelarna för att hålla spelet intressant. Justin Calvert från Gamespot gav också höga betyg för spelets olika flerspelarlägen, men ansåg att det fanns en brist i anpassningsalternativ för spelare. I en mer kritisk syn på flerspelarläget noterade Scott Sharkey från 1UP.com att spel kan drabbas av griefing på grund av den öppna aspekten i flerspelarläget. Han kritiserade också levelsystemet och noterade att "det kan vara ganska förödmjukande att tillbringa de första minuterna som en tandlös gruvarbetare som rider på en mula". Jake Gaskill från G4TV höll med. Han konstaterade att spelet ofta spawnar (återuppväcks) spelaren tillbaka till en plats där denne dog, som tillåter motståndarspelaren att upprepade gånger plåga spelaren. Rockstar har sedan lagt till en funktion som gör det möjligt för spelare att transporteras till ett annat område när denne respawnas.

### Utmärkelser
Red Dead Redemption har fått ett stort antal utmärkelser efter dess lansering. Det fick flera årets spel-utmärkelser från medier såsom Gamespy, Gamespot, Good Games, Computer and Video Games och Machinima.com. Spelets musik har fått utmärkelser från Gamespot, Machinima.com och Spike TV. José González fick också en utmärkelse från Spike för hans låt "Far Away". Spelets grafik fick utmärkelser på Korean Games Conference och från TV-programmet Good Game. Red Dead Redemption: Undead Nightmare fick också utmärkelsen "bästa nedladdningsbara innehållet" från Spike TV, G4TV och Game Revolution. Red Dead Redemption blev inte nominerad till någon av de jurybaserade utmärkelserna på BAFTA Video Game Awards på grund av Rockstars vägran att inlämna titeln mot vederlag; BAFTA kan inte ange ett spel utan tillstånd från dess utvecklare och utgivare.
| \| År \| Utmärkelse \| Kategori \| Resultat \| Ref. \| \| ---- \| ----------------------------------------- \| ----------------------------------------------------------------- \| --------- \| ----- \| \| 2010 \| GameSpot Best of 2010 \| Best Story \| Vann \| [140] \| \| 2010 \| GameSpot Best of 2010 \| Best New Character (John Marston) \| Vann \| [141] \| \| 2010 \| GameSpot Best of 2010 \| Best Atmosphere \| Vann \| [142] \| \| 2010 \| GameSpot Best of 2010 \| Best Original Music \| Vann \| [132] \| \| 2010 \| GameSpot Best of 2010 \| Best Voice Acting \| Vann \| [143] \| \| 2010 \| GameSpot Best of 2010 \| Best Improved Sequel \| Vann \| [144] \| \| 2010 \| GameSpot Best of 2010 \| Best Writing/Dialogue \| Vann \| [145] \| \| 2010 \| GameSpot Best of 2010 \| Best Ending \| Vann \| [146] \| \| 2010 \| GameSpot Best of 2010 \| Best Action/Adventure Game \| Vann \| [147] \| \| 2010 \| GameSpot Best of 2010 \| Best PS3 Game \| Vann \| [148] \| \| 2010 \| GameSpot Best of 2010 \| Best Xbox 360 \| Vann \| [149] \| \| 2010 \| GameSpot Best of 2010 \| Game of the Year \| Vann \| [128] \| \| 2010 \| GameSpot Best of 2010 \| Best Downloadable Content (Undead Nightmare) \| Nominerad \| [150] \| \| 2010 \| GameSpot Best of 2010 \| Best Graphics, Artistic \| Nominerad \| [151] \| \| 2010 \| GameSpot Best of 2010 \| Best Sound Design \| Nominerad \| [152] \| \| 2010 \| GameSpot Best of 2010 \| Best Original Game Mechanic \| Nominerad \| [153] \| \| 2010 \| IGN Best of 2010 \| Funniest Game (Xbox 360) (Undead Nightmare) \| Vann \| [154] \| \| 2010 \| IGN Best of 2010 \| Best Story (Playstation 3) \| Vann \| [155] \| \| 2010 \| IGN Best of 2010 \| Best Character (Playstation 3) (John Marston) \| Vann \| [156] \| \| 2010 \| IGN Best of 2010 \| Best Story (Xbox 360) \| Nominerad \| [157] \| \| 2010 \| IGN Best of 2010 \| Coolest Atmosphere (Xbox 360) \| Nominerad \| [158] \| \| 2010 \| IGN Best of 2010 \| Best Character (Xbox 360) (John Marston) \| Nominerad \| [159] \| \| 2010 \| IGN Best of 2010 \| Best Visuals (Xbox 360) \| Nominerad \| [160] \| \| 2010 \| IGN Best of 2010 \| Best Horror Game (Xbox 360) (Undead Nightmare) \| Nominerad \| [161] \| \| 2010 \| IGN Best of 2010 \| Best Xbox 360 Game of the Year \| Nominerad \| [162] \| \| 2010 \| IGN Best of 2010 \| Funniest Game (Playstation 3) (Undead Nightmare) \| Nominerad \| [163] \| \| 2010 \| IGN Best of 2010 \| Coolest Atmosphere (Playstation 3) \| Nominerad \| [164] \| \| 2010 \| IGN Best of 2010 \| Most Addictive Game (Playstation 3) \| Nominerad \| [165] \| \| 2010 \| IGN Best of 2010 \| Best Visuals (Playstation 3) \| Nominerad \| [166] \| \| 2010 \| IGN Best of 2010 \| Most Bang for Your Buck (Playstation 3) \| Nominerad \| [167] \| \| 2010 \| IGN Best of 2010 \| Best Horror Game (Playstation 3) (Undead Nightmare) \| Nominerad \| [168] \| \| 2010 \| IGN Best of 2010 \| Best PS3 Game of the Year \| Nominerad \| [169] \| \| 2010 \| GameSpy Game of the Year 2010 \| Best Action Adventure Game of the Year \| Vann \| [170] \| \| 2010 \| GameSpy Game of the Year 2010 \| Overall Game of the Year \| Vann \| [127] \| \| 2010 \| Spike Video Game Awards 2010 \| Game of the Year \| Vann \| [133] \| \| 2010 \| Spike Video Game Awards 2010 \| Best Song in a Game ("Far Away" av José González) \| Vann \| [133] \| \| 2010 \| Spike Video Game Awards 2010 \| Best Original Score \| Vann \| [133] \| \| 2010 \| Spike Video Game Awards 2010 \| Best DLC (Undead Nightmare) \| Vann \| [133] \| \| 2010 \| Spike Video Game Awards 2010 \| Best Original Game \| Vann \| [133] \| \| 2010 \| Spike Video Game Awards 2010 \| Best Zombie Game (Undead Nightmare) \| Vann \| [133] \| \| 2010 \| Spike Video Game Awards 2010 \| Studio of the Year (Rockstar San Diego) \| Nominerad \| [171] \| \| 2010 \| Spike Video Game Awards 2010 \| Character of the Year (John Marston) \| Nominerad \| [171] \| \| 2010 \| Spike Video Game Awards 2010 \| Best PS3 Game \| Nominerad \| [171] \| \| 2010 \| Spike Video Game Awards 2010 \| Best Action Adventure Game \| Nominerad \| [171] \| \| 2010 \| Spike Video Game Awards 2010 \| Best Graphics \| Nominerad \| [171] \| \| 2010 \| Spike Video Game Awards 2010 \| Best Performance by a Human Male (Rob Wiethoff som John Marston) \| Nominerad \| [171] \| \| 2011 \| 14th Annual D.I.C.E. Awards \| Action Game of the Year \| Vann \| [172] \| \| 2011 \| 14th Annual D.I.C.E. Awards \| Outstanding Achievement in Art Direction \| Vann \| [172] \| \| 2011 \| 14th Annual D.I.C.E. Awards \| Outstanding Achievement in Game Play Engineering \| Vann \| [172] \| \| 2011 \| 14th Annual D.I.C.E. Awards \| Outstanding Character Performance (Rob Wiethoff som John Marston) \| Vann \| [172] \| \| 2011 \| 14th Annual D.I.C.E. Awards \| Outstanding Achievement in Game Direction \| Vann \| [172] \| \| 2011 \| 14th Annual D.I.C.E. Awards \| Game of the Year \| Nominerad \| [172] \| \| 2011 \| 14th Annual D.I.C.E. Awards \| Outstanding Innovation in Gaming \| Nominerad \| [172] \| \| 2011 \| 14th Annual D.I.C.E. Awards \| Outstanding Achievement in Sound Design \| Nominerad \| [172] \| \| 2011 \| 2011 British Academy Video Games Awards \| GAME Award of 2010 \| Nominerad \| [173] \| \| 2011 \| 11th Annual Game Developers Choice Awards \| Game of the Year \| Vann \| [174] \| \| 2011 \| 11th Annual Game Developers Choice Awards \| Best Game Design \| Vann \| [174] \| \| 2011 \| 11th Annual Game Developers Choice Awards \| Best Technology \| Vann \| [174] \| \| 2011 \| 11th Annual Game Developers Choice Awards \| Best Audio \| Vann \| [174] \| \| 2011 \| 11th Annual Game Developers Choice Awards \| Best Writing \| Nominerad \| [174] \| \| 2012 \| 2012 Spike Video Game Awards \| Entertainment Weekly and Spike VGA Best Game of the Decade \| Nominerad \| [175] \| |                                           |                                                                   |           |         |
| År | Utmärkelse                                | Kategori                                                          | Resultat  | Ref.    |
| 2010 | GameSpot Best of 2010                     | Best Story                                                        | Vann      | [ 140 ] |
| 2010 | GameSpot Best of 2010                     | Best New Character (John Marston)                                 | Vann      | [ 141 ] |
| 2010 | GameSpot Best of 2010                     | Best Atmosphere                                                   | Vann      | [ 142 ] |
| 2010 | GameSpot Best of 2010                     | Best Original Music                                               | Vann      | [ 132 ] |
| 2010 | GameSpot Best of 2010                     | Best Voice Acting                                                 | Vann      | [ 143 ] |
| 2010 | GameSpot Best of 2010                     | Best Improved Sequel                                              | Vann      | [ 144 ] |
| 2010 | GameSpot Best of 2010                     | Best Writing/Dialogue                                             | Vann      | [ 145 ] |
| 2010 | GameSpot Best of 2010                     | Best Ending                                                       | Vann      | [ 146 ] |
| 2010 | GameSpot Best of 2010                     | Best Action/Adventure Game                                        | Vann      | [ 147 ] |
| 2010 | GameSpot Best of 2010                     | Best PS3 Game                                                     | Vann      | [ 148 ] |
| 2010 | GameSpot Best of 2010                     | Best Xbox 360                                                     | Vann      | [ 149 ] |
| 2010 | GameSpot Best of 2010                     | Game of the Year                                                  | Vann      | [ 128 ] |
| 2010 | GameSpot Best of 2010                     | Best Downloadable Content (Undead Nightmare)                      | Nominerad | [ 150 ] |
| 2010 | GameSpot Best of 2010                     | Best Graphics, Artistic                                           | Nominerad | [ 151 ] |
| 2010 | GameSpot Best of 2010                     | Best Sound Design                                                 | Nominerad | [ 152 ] |
| 2010 | GameSpot Best of 2010                     | Best Original Game Mechanic                                       | Nominerad | [ 153 ] |
| 2010 | IGN Best of 2010                          | Funniest Game (Xbox 360) (Undead Nightmare)                       | Vann      | [ 154 ] |
| 2010 | IGN Best of 2010                          | Best Story (Playstation 3)                                        | Vann      | [ 155 ] |
| 2010 | IGN Best of 2010                          | Best Character (Playstation 3) (John Marston)                     | Vann      | [ 156 ] |
| 2010 | IGN Best of 2010                          | Best Story (Xbox 360)                                             | Nominerad | [ 157 ] |
| 2010 | IGN Best of 2010                          | Coolest Atmosphere (Xbox 360)                                     | Nominerad | [ 158 ] |
| 2010 | IGN Best of 2010                          | Best Character (Xbox 360) (John Marston)                          | Nominerad | [ 159 ] |
| 2010 | IGN Best of 2010                          | Best Visuals (Xbox 360)                                           | Nominerad | [ 160 ] |
| 2010 | IGN Best of 2010                          | Best Horror Game (Xbox 360) (Undead Nightmare)                    | Nominerad | [ 161 ] |
| 2010 | IGN Best of 2010                          | Best Xbox 360 Game of the Year                                    | Nominerad | [ 162 ] |
| 2010 | IGN Best of 2010                          | Funniest Game (Playstation 3) (Undead Nightmare)                  | Nominerad | [ 163 ] |
| 2010 | IGN Best of 2010                          | Coolest Atmosphere (Playstation 3)                                | Nominerad | [ 164 ] |
| 2010 | IGN Best of 2010                          | Most Addictive Game (Playstation 3)                               | Nominerad | [ 165 ] |
| 2010 | IGN Best of 2010                          | Best Visuals (Playstation 3)                                      | Nominerad | [ 166 ] |
| 2010 | IGN Best of 2010                          | Most Bang for Your Buck (Playstation 3)                           | Nominerad | [ 167 ] |
| 2010 | IGN Best of 2010                          | Best Horror Game (Playstation 3) (Undead Nightmare)               | Nominerad | [ 168 ] |
| 2010 | IGN Best of 2010                          | Best PS3 Game of the Year                                         | Nominerad | [ 169 ] |
| 2010 | GameSpy Game of the Year 2010             | Best Action Adventure Game of the Year                            | Vann      | [ 170 ] |
| 2010 | GameSpy Game of the Year 2010             | Overall Game of the Year                                          | Vann      | [ 127 ] |
| 2010 | Spike Video Game Awards 2010              | Game of the Year                                                  | Vann      | [ 133 ] |
| 2010 | Spike Video Game Awards 2010              | Best Song in a Game ("Far Away" av José González)                 | Vann      | [ 133 ] |
| 2010 | Spike Video Game Awards 2010              | Best Original Score                                               | Vann      | [ 133 ] |
| 2010 | Spike Video Game Awards 2010              | Best DLC (Undead Nightmare)                                       | Vann      | [ 133 ] |
| 2010 | Spike Video Game Awards 2010              | Best Original Game                                                | Vann      | [ 133 ] |
| 2010 | Spike Video Game Awards 2010              | Best Zombie Game (Undead Nightmare)                               | Vann      | [ 133 ] |
| 2010 | Spike Video Game Awards 2010              | Studio of the Year (Rockstar San Diego)                           | Nominerad | [ 171 ] |
| 2010 | Spike Video Game Awards 2010              | Character of the Year (John Marston)                              | Nominerad | [ 171 ] |
| 2010 | Spike Video Game Awards 2010              | Best PS3 Game                                                     | Nominerad | [ 171 ] |
| 2010 | Spike Video Game Awards 2010              | Best Action Adventure Game                                        | Nominerad | [ 171 ] |
| 2010 | Spike Video Game Awards 2010              | Best Graphics                                                     | Nominerad | [ 171 ] |
| 2010 | Spike Video Game Awards 2010              | Best Performance by a Human Male (Rob Wiethoff som John Marston)  | Nominerad | [ 171 ] |
| 2011 | 14th Annual D.I.C.E. Awards               | Action Game of the Year                                           | Vann      | [ 172 ] |
| 2011 | 14th Annual D.I.C.E. Awards               | Outstanding Achievement in Art Direction                          | Vann      | [ 172 ] |
| 2011 | 14th Annual D.I.C.E. Awards               | Outstanding Achievement in Game Play Engineering                  | Vann      | [ 172 ] |
| 2011 | 14th Annual D.I.C.E. Awards               | Outstanding Character Performance (Rob Wiethoff som John Marston) | Vann      | [ 172 ] |
| 2011 | 14th Annual D.I.C.E. Awards               | Outstanding Achievement in Game Direction                         | Vann      | [ 172 ] |
| 2011 | 14th Annual D.I.C.E. Awards               | Game of the Year                                                  | Nominerad | [ 172 ] |
| 2011 | 14th Annual D.I.C.E. Awards               | Outstanding Innovation in Gaming                                  | Nominerad | [ 172 ] |
| 2011 | 14th Annual D.I.C.E. Awards               | Outstanding Achievement in Sound Design                           | Nominerad | [ 172 ] |
| 2011 | 2011 British Academy Video Games Awards   | GAME Award of 2010                                                | Nominerad | [ 173 ] |
| 2011 | 11th Annual Game Developers Choice Awards | Game of the Year                                                  | Vann      | [ 174 ] |
| 2011 | 11th Annual Game Developers Choice Awards | Best Game Design                                                  | Vann      | [ 174 ] |
| 2011 | 11th Annual Game Developers Choice Awards | Best Technology                                                   | Vann      | [ 174 ] |
| 2011 | 11th Annual Game Developers Choice Awards | Best Audio                                                        | Vann      | [ 174 ] |
| 2011 | 11th Annual Game Developers Choice Awards | Best Writing                                                      | Nominerad | [ 174 ] |
| 2012 | 2012 Spike Video Game Awards              | Entertainment Weekly and Spike VGA Best Game of the Decade        | Nominerad | [ 175 ] |

## Musik
Red Dead Redemption är ett av de första av Rockstars spel som använder egengjord musik. Musikhandledaren Ivan Pavlovich sade att den stora omfattningen av spelet var ett av de största svårigheterna av musikproduktionen. Han sade att för att uppnå en effektiv spelupplevelse kunde inte spelet bara spela upp licensierad musik som i tidigare Rockstar-spel. Pavlovich sade att "vi tänkte att vi skulle behöva skriva originalmusik". Rockstar anställde Bill Elm och Woody Jackson, ledamot respektive tidigare medlem av Friends of Dean Martinez, för att arbeta med musiken. De samarbetade under femton månader med att komponera fjorton timmar musik, som spelas under spelets uppdrag. Originalmusiken och dess efterföljande album blev både inspelad och mixad i Jacksons privata inspelningsstudio i Los Angeles, och färdigställdes i Capitol Studios. Efter inspelningen lyssnade den irländske producenten och kompositören David Holmes på originalmusiken, och tillbringade därefter tre veckor med att sammanställa femton instrumentella låtar som kunde användas som fristående låtar för spelets officiella soundtrack. Holmes försökte göra soundtracket representativt för spelets olika ljud och stämningar. Man spelade även in fyra vokala framföranden till soundtracket: dessa var "Far Away" av José González, "Compass (Red Dead on Arrival Version)" av Jamie Lidell, "Deadman's Gun" av Ashtar Command och "Bury Me Not on the Lone Prairie" av William Elliott Whitmore.
De flesta låtar spelades in på 130 taktslag per minut i a-moll och konstruerades av spelets dynamiska soundtracks notskaft. Man använde en blandning av moderna instrument och de som användes i traditionella Western-filmer, såsom mungigor. Kreativa användningar av instrument användes för att föra unika ljud, till exempel när man spelar en trumpet på ytan av en timpani-trumma. Rockstar konsulterade också med musiker som spelade traditionella Western-instrument; munspelaren Tommy Morgan, som hade varit med på flera filmer under sin 60 år långa karriär, spelade in traditionella munspelssegment för spelets soundtrack. Förutom instrument som trumpeter, nylongitarrer och dragspel använde kompositörerna även flöjter och okarinor. När Jackson letade efter inspirationsmusik upptäckte han att det inte fanns någon "Western-ljud" under 1911; han kände att de ljudspår från 1960-talets Western-filmer, såsom Ennio Morricones arbete på Dollartrilogin, var mer representativ för Western-musik. När man satte in musiken i spelet kommenterade Elm att processen tidigare var "skrämmande", då det tog lång tid att upptäcka hur musiken skulle fungera på ett interaktivt vis.
Alla låtar är komponerade av Bill Elm och Woody Jackson, förutom de noterade.
| 1.           | Born Unto Trouble                                          | 3:12  |
| 2.           | The Shootist                                               | 4:17  |
| 3.           | Dead End Alley                                             | 2:06  |
| 4.           | Horseplay                                                  | 3:15  |
| 5.           | Luz y Sombra                                               | 5:19  |
| 6.           | El Club De Los Cuerpos                                     | 6:24  |
| 7.           | Estancia                                                   | 2:02  |
| 8.           | (Theme From) Red Dead Redemption                           | 5:38  |
| 9.           | Triggernometry                                             | 5:24  |
| 10.          | Gunplay                                                    | 1:28  |
| 11.          | Redemption In Dub                                          | 2:10  |
| 12.          | Muertos Rojos (aka The Gunslinger's Lament)                | 5:51  |
| 13.          | The Outlaw's Return                                        | 6:54  |
| 14.          | Exodus In America                                          | 4:59  |
| 15.          | Already Dead                                               | 1:31  |
| 16.          | Far Away (José González)                                   | 4:40  |
| 17.          | Compass (Red Dead On Arrival Version) (Jamie Lidell)       | 2:59  |
| 18.          | Deadman's Gun (Ashtar Command)                             | 4:15  |
| 19.          | Bury Me Not On The Lone Prairie (William Elliott Whitmore) | 2:24  |
| 20.          | Old Friends, New Problems (endast i Vinyl edition)         |       |
| Total längd: | Total längd:                                               | 75:18 |

## Uppföljare
I mars 2013 avslöjade Karl Slatoff, COO för Take-Two Interactive, att företaget har en "omfattande pipeline av icke-tillkännagivna titlar under utveckling" och nämnde att Red Dead-serien var viktigt för företaget. Konceptkonst för ett framtida spel i serien var enligt uppgift läckt på nätet i april 2016. Bilder släpptes av Rockstar i oktober 2016, vilket skapade spekulationer om en uppföljare. Red Dead Redemption 2 bekräftades av Rockstar i oktober 2016 och planeras att släppas i slutet av 2017[uppföljning saknas] till Playstation 4 och Xbox One.